# Bäcks naturreservat
Bäcks naturreservat är ett naturreservat i Boxholms kommun i Östergötlands län.
Området är naturskyddat sedan 2023 och är 34 hektar stort. Reservatet ligger nordväst om Boxholm och består av lövlundar och betesmarker med ekjättar samt bäckar med forsande omgivna av gammal barrskog på fuktiga marker.